# Panseksualnost
Panseksualnost je seksualna orijentacija koju karakterizira seksualna, emocionalna i duhovna privlačnost prema osobama bez obzira na njihov spol ili rodni identitet. Riječ panseksualnost nastala je od grčkog sufiksa pan-, koji znači sve.
Panseksualci sebe nazivaju spolno slijepima, na način da je spol nebitan i nevažan u odlučivanju tko im je privlačan ili ne. Panseksualnost može značiti i privlačnost prema osobnosti više nego prema fizičkom izgledu ili spolu. Ideja panseksualnosti tako namjerno odbacuje činjenicu da postoje samo dva roda, zato što su panseksualci otvoreni za veze s osobama koje se ne identificiraju niti kao žena niti kao muškarac.

## Zastava
Zastava panseksualnog ponosa ima rozu prugu na vrhu kao simbol ženski rod, plavu na dnu za muški rod i žutu za nebinarni rod.

## Usporedbe s biseksualnošću
Definicija biseksualnosti je privlačnost prema dva spola, muškom i ženskom. Gledajući na ovu definiciju, panseksualnost se razlikuje po tome što uključuje ljude koji se izdvajaju iz ta dva spola.
Neki biseksualci se ne slažu s ovom razlikom govoreći kako biseksualnost nije samo privlačnost prema dva spola nego obuhvaća i privlačnost prema više od dva spola, gledajući kako je "spol" kompleksniji problem kod razlikovanja.

## Usporedbe s omniseksualnošću
Definicija omniseksualnosti je seksualna i emocionalna privlačnost prema osobama bez obzira na njihov spol. U usporedbi s panseksualnosti, ovi ljudi nisu spolno slijepi. Za njih je spol osobe bitan, i privlačnost se bazira više na fizičkom izgledu.